# SBT Notícias (2025)
SBT Notícias é um telejornal brasileiro produzido e exibido pelo SBT, com apresentação de Marcelo Casagrande nas madrugadas e por diferentes apresentadores aos sábados, sendo exibido desde 26 de maio de 2025 nas madrugadas, tendo também edições aos sábados na faixa das 11h e 18h.

## História

### Antecedentes
No dia 16 de janeiro de 2023, o SBT estreou o SBT News na TV, sendo a versão televisiva do portal de notícias que leva o nome, com a apresentação de Fernando Jordão, substituindo a faixa de reprises Quem Não Viu, Vai Ver. Jordão seria substituído por Marcelo Casagrande em junho após rejeição do público. No entanto, apesar das mudanças, a audiência do telejornal ainda era baixa e levou alguns boatos sobre o seu cancelamento a partir de março de 2024, com a faixa sendo substituída por um programa religioso e uma faixa de podcasts, o que não aconteceu.
Em 14 de novembro de 2024, um ano após o primeiro boato de extinção, o telejornal foi encerrado devido a política de cortes de gastos, causando a demissão de toda a sua equipe, exceto de Marcelo Casagrande e da editora-chefe, que foram remanejados para outros cargos no SBT. O espaço foi ocupado pela faixa de séries Sessão Madrugada. Porém, dez dias depois, o telejornal foi relançado, mas sob a alcunha SBT News e com um novo formato após a queda de audiência das séries, chegando a registrar apenas 0,5 ponto e serem superadas pelos cultos da Igreja Universal do Reino de Deus na Record.

### Produção
Em 15 de maio de 2025 o SBT apresentou à imprensa a sua nova programação. De acordo com as mudanças, o SBT News seria substituído pelo SBT Agora, mantendo o formato do antecessor, já que o nome seria aproveitado na futura emissora em implantação na TV aberta, ocupando a frequência da Rede Mais Família. O novo telejornal estrearia no dia 9 de junho, enquanto que a edição de sábado do Tá na Hora seria substituída pela nova versão do SBT Notícias, que também ganharia uma edição na faixa do almoço neste dia, estreando antes, no dia 31 de maio.
No entanto, com a divulgação da grade semanal, o SBT estreou sem aviso prévio o novo telejornal já no dia 26 de maio, fundindo o SBT News com a atração.